# Maruša Ferk
Maruša Ferk Saioni, slovenska alpska smučarka, * 27. september 1988, Blejska Dobrava.
Maruša Ferk živi na Blejski Dobravi in je članica domačega smučarskega kluba DTV Partizan Blejska Dobrava.
Do sezone 2009/2010 je smučala na Fischerjevih smučeh, ki so ji prinesle veliko dobrih uvrstitev na različnih smučarskih tekmovanjih. Štirikrat je zmagala in devetkrat stopila na stopničke treh najboljših v evropskem  pokalu (EP). V skupnem seštevku Evropskega pokala v sezoni 2006/2007, je bila druga, v kombinaciji prva, v slalomu pa tretja.
Od sezone 2010/2011 do 2017/2018 je Maruša tekmovala na smučeh švicarskega proizvajalca Stoeckli. Od sezone 2018/2019 tekmuje na francoskem opremljevalcu Salomon.
V Svetovnem pokalu je debitirala 21. januarja 2007, v Cortini d'Ampezzo, v veleslalomu in se s štartno številko 63 povzpela na končno 18. mesto.
V sezoni 2008/09 je Maruša postala stalna dobitnica točk v slalomu, na tekmah za svetovni pokal. V Garmisch-Partenkirchnu, pa se je tudi prvič v karieri povzpela na oder za zmagovalce, ko je bila tretja, v slalomu, za zmagovalko Lindsey Vonn in drugouvrščeno Mario Riesch. Sezono je končala skupno na 49. mestu, v slalomskem seštevku pa na 19.mestu. Točke je osvojila tudi v veleslalomu, kjer je sezono končala na 42. mestu. V tej sezoni je bila najboljša slovenska slalomistka in edina, ki je v tej disciplini sploh osvojila točke.
Nastopila je na Olimpijskih igrah v Kanadi - Vancouver, 2010, Rusiji - Soči, 2014 in Južni Koreji - Pjongčang 2018. Najboljši rezultat v Vancouvru je bilo 15. mesto v kombinaciji, v Sočiju 10. mesto v kombinaciji in Pjongčangu 18. mesto v slalomu. Nastopila je tudi na 5 Svetovnih članskih prvenstvih (Are 2007, Val d'Isere 2009, Garmish-Partenkirchen 2011. Sankt Moritz 2017, Are 2019). Najboljši rezultat iz svetovnih prvenstev je 8. mesto iz kombinacije v Sankt Moritzu. Dosegla je še 9. mesto v kombinaciji na svetovnem prvenstvu v Garmisch-Partenkirchnu in 10. mesto v kombinaciji v Val d'Iseru in 12. mesto v smuku iz Garmisch-Partenkirchna.
2 krat je nastopila tudi na mladinskem svetovnem prvenstvu (WJC), v Avstriji - Altenmarkt in Španiji - Formigal. Dosegla je 1 x 3. mesto v kombinaciji, 3 x 4. mesto (slalom in superveleslalom), 2 x 6. mesto.
Maruša ima nekaj smole tudi s poškodbami. Sezoni 2012/13 in 2014/15 je morala predčasno končati zaradi poškodb obeh nog. V sezoni 2012/13, natančneje 27. novembra 2012, je na prvem uradnem treningu smuka v Lake Louisu (Kanada) padla in si zlomila levi gleženj in natrgala vezi desnega kolena. V sezoni 2014/15, 20. decembra 2014 je padla na tekmi smuka za svetovni pokal v Val d'Iseru (Francija) in utrpela spiralni zlom desne mečnice (fibula). Operativni poseg so opravili v kliniki v Chamberyju (Francija), kjer so ji vstavili ploščico in 9 vijakov.

## Dosežki

### Prvi nastop v svetovnem pokalu
- Maruša Ferk je krstni nastop na tekmah za svetovni pokal doživela v italijanski Cortini d'Ampezzo, 21. januarja 2007 v disciplini veleslalom. Stara je bila 18. let. Štartala je s štartno številko 63 in prvi tek končala na 28. mestu. Na koncu je pridobila še kar nekaj mest in končala tekmo na 18.mestu.[1]

### Stopničke v svetovnem pokalu
| Sezona  | Datum           | Disciplina | Prizorišče             | Uvrstitev |
| ------- | --------------- | ---------- | ---------------------- | --------- |
| 2008/09 | 30. januar 2009 | slalom     | Garmisch-Partenkirchen | 3. mesto  |

### Svetovni pokal TOP15
| Sezona  | Datum             | Disciplina         | Prizorišče             | Uvrstitev |
| ------- | ----------------- | ------------------ | ---------------------- | --------- |
| 2008/09 | 30. januar 2009   | slalom             | Garmisch-Partenkirchen | 3. mesto  |
| 2009/10 | 6. marec 2010     | smuk               | Crans Montana          | 4. mesto  |
| 2015/16 | 18. december      | alpska kombinacija | Val d'Isere            | 4. mesto  |
| 2011/12 | 27. januar 2012   | kombinacija        | Sankt Moritz           | 5. mesto  |
| 2016/17 | 24. februar       | alpska kombinacija | Crans Montana          | 5. mesto  |
| 2019/20 | 23. februar       | alpska kombinacija | Crans Montana          | 6. mesto  |
| 2011/12 | 7. januar 2012    | smuk               | Bad Kleinkirchheim     | 10. mesto |
| 2017/18 | 26. januar        | alpska kombinacija | Lenzerheide            | 10. mesto |
| 2013/14 | 26. januar 2014   | superveleslalom    | Cortina d'Ampezzo      | 11. mesto |
| 2015/16 | 15. februar       | slalom             | Crans Montana          | 12. mesto |
| 2016/17 | 16. december      | alpska kombinacija | Val d'Isere            | 12. mesto |
| 2009/10 | 18. december 2009 | kombinacija        | Val d'Isere            | 13.mesto  |
| 2011/12 | 29. januar 2012   | kombinacija        | Sankt Moritz           | 14. mesto |
| 2011/12 | 18. februar 2012  | smuk               | Soči                   | 14. mesto |
| 2018/19 | 9. december       | paralelni slalom   | Sankt Moritz           | 14. mesto |
| 2018/19 | 8. januar         | slalom             | Flachau                | 14. mesto |
| 2007/08 | 29. december 2007 | slalom             | Lienz                  | 15. mesto |
| 2008/09 | 30. november      | slalom             | Aspen                  | 15. mesto |
| 2008/09 | 10. januar 2009   | veleslalom         | Maribor                | 15. mesto |
| 2011/12 | 4. februar 2012   | smuk               | Garmisch-Partenkirchen | 15. mesto |
| 2017/18 | 4. marec          | alpska kombinacija | Crans Montana          | 15. mesto |

- Maruša Ferk je od trenutno aktivnih tekmovalk/tekmovalcev v Sloveniji edina, ki je osvojila točke v vseh 6 disciplinah in tudi v vseh disciplinah je dosegla rezultat med prvih 15 na svetu. Na tekmah za svetovni pokal je do sedaj nastopila 195-krat, od tega ima 95 uvrstitev med najboljših 30 v vseh 6 disciplinah.[10]

### Svetovna prvenstva
| Leto | Datum            | Disciplina         | Prizorišče             | Uvrstitev |
| ---- | ---------------- | ------------------ | ---------------------- | --------- |
| 2007 | 13. februar 2007 | veleslalom         | Are                    | 26. mesto |
| 2007 | 16. februar 2007 | slalom             | Are                    | 26. mesto |
| 2009 | 3. februar 2009  | superveleslalom    | Val d'Isere            | odstop    |
| 2009 | 6. februar 2009  | kombinacija        | Val d'Isere            | 10. mesto |
| 2009 | 9. februar 2009  | smuk               | Val d'Isere            | 22. mesto |
| 2009 | 12. februar 2009 | veleslalom         | Val d'Isere            | 27. mesto |
| 2009 | 14. februar 2009 | slalom             | Val d'Isere            | 17. mesto |
| 2011 | 8. februar 2011  | superveleslalom    | Garmisch-Partenkirchen | 27. mesto |
| 2011 | 11. februar 2011 | kombinacija        | Garmisch-Partenkirchen | 9. mesto  |
| 2011 | 13. februar 2011 | smuk               | Garmisch-Partenkirchen | 12. mesto |
| 2011 | 17. februar 2011 | veleslalom         | Garmisch-Partenkirchen | 26. mesto |
| 2011 | 19. februar 2011 | slalom             | Garmisch-Partenkirchen | odstop    |
| 2017 | 7. februar 2017  | superveleslalom    | Sankt Moritz           | 30. mesto |
| 2017 | 10. februar      | alpska kombinacija | Sankt Moritz           | 8. mesto  |
| 2017 | 12. februar      | smuk               | Sankt Moritz           | 23. mesto |
| 2017 | 18. februar      | slalom             | Sankt Moritz           | odstop    |
| 2019 | 8. februar       | alpska kombinacija | Are                    | 16. mesto |
| 2019 | 10. februar      | smuk               | Are                    | 33. mesto |
| 2019 | 12. februar      | Team event         | Are                    | 9. mesto  |
| 2019 | 16. februar      | slalom             | Are                    | 27. mesto |
| 2021 | 11. februar      | superveleslalom    | Cortina d'Ampezzo      | 24. mesto |
| 2021 | 13. februar      | smuk               | Cortina d'Ampezzo      | 22. mesto |
| 2021 | 15. februar      | alpska kombinacija | Cortina d'Ampezzo      | 10. mesto |

• Maruša Ferk je nastopila na 6-ih svetovnih prvenstvih. Najboljše rezultate je do sedaj dosegla v kombinaciji in v smuku. Na dveh prvenstvih (Schladming 2013, Vail/Beaver Creek 2015) ni nastopila zaradi poškodb obeh nog.

### Olimpijske igre
• Maruša Ferk je nastopila na štirih Olimpijskih igrah (2010, 2014, 2018, 2022). Najboljši rezultat je dosegla v Sočiju, kjer je zasedla 10. mesto v kombinaciji.
| Leto | Datum            | Disciplina         | Prizorišče | Uvrstitev |
| ---- | ---------------- | ------------------ | ---------- | --------- |
| 2010 | 17. februar 2010 | smuk               | Whistler   | 20. mesto |
| 2010 | 18. februar 2010 | kombinacija        | Whistler   | 15. mesto |
| 2010 | 20. februar 2010 | superveleslalom    | Whistler   | odstop    |
| 2010 | 26. februar 2010 | slalom             | Whistler   | 17. mesto |
| 2014 | 10. februar 2014 | kombinacija        | Soči       | 10. mesto |
| 2014 | 12. februar 2014 | smuk               | Soči       | 18. mesto |
| 2014 | 15. februar 2014 | superveleslalom    | Soči       | 16. mesto |
| 2014 | 18. februar 2014 | veleslalom         | Soči       | odstop    |
| 2014 | 21. februar 2014 | slalom             | Soči       | 19. mesto |
| 2018 | 16. februar      | slalom             | Pjongčang  | 18. mesto |
| 2018 | 17. februar      | superveleslalom    | Pjongčang  | 25. mesto |
| 2018 | 21. februar      | smuk               | Pjongčang  | 19. mesto |
| 2018 | 22. februar      | alpska kombinacija | Pjongčang  | odstop    |
| 2018 | 24. februar      | ekipna tekma       | Pjongčang  | 9. mesto  |

### Evropski pokal
Maruša je v sezoni 2006/2007 nastopala v Evropskem pokalu v vseh disciplinah. Tisto leto je dosegla 2 zmagi, 1 drugo in 1 tretje mesto. Skupno v pokalu je končala na 2. mestu za Anno Fenninger. V posameznih disciplinah je skupno zmagala v kombinaciji in bila tretja v slalomu. Sezono kasneje je dosegla 2 tretji mesti in bila v posamezni disciplini kombinaciji skupno tretja. V sezoni 2011/2012 se je ponovno udeležila nekaj tekem za Evropski pokal in dosegla 2 zmagi in 1 drugo mesto.
Na tekmah za Evropski pokal je nastopila 84-krat, dosegla 9 stopničk, od tega 4 zmage.
| Sezona              | Disciplina | Uvrstitev |
| ------------------- | ---------- | --------- |
| skupno              | 2. mesto   |           |
| kombinacija(skupno) |            | 1. mesto  |
| slalom(skupno)      | 3. mesto   |           |
| kombinacija(skupno) | 3. mesto   |           |

### Mladinska svetovna prvenstva
| Leto | Datum       | Disciplina      | Prizorišče         | Uvrstitev |
| ---- | ----------- | --------------- | ------------------ | --------- |
| 2007 | 7. marec    | smuk            | Flachau/Altenmarkt | 11. mesto |
| 2007 | 8. marec    | veleslalom      | Flachau/Altenmarkt | 6. mesto  |
| 2007 | 9. marec    | superveleslalom | Flachau/Altenmarkt | 4. mesto  |
| 2007 | 11. marec   | slalom          | Flachau/Altenmarkt | 4. mesto  |
| 2007 | 11. marec   | kombinacija     | Flachau/Altenmarkt | 3. mesto  |
| 2008 | 23. februar | superveleslalom | Formigal           | 6. mesto  |
| 2008 | 26. februar | smuk            | Formigal           | odstop    |
| 2008 | 28. februar | slalom          | Formigal           | 4. mesto  |
| 2008 | 29. februar | veleslalom      | Formigal           | 15. mesto |